# Newgrange

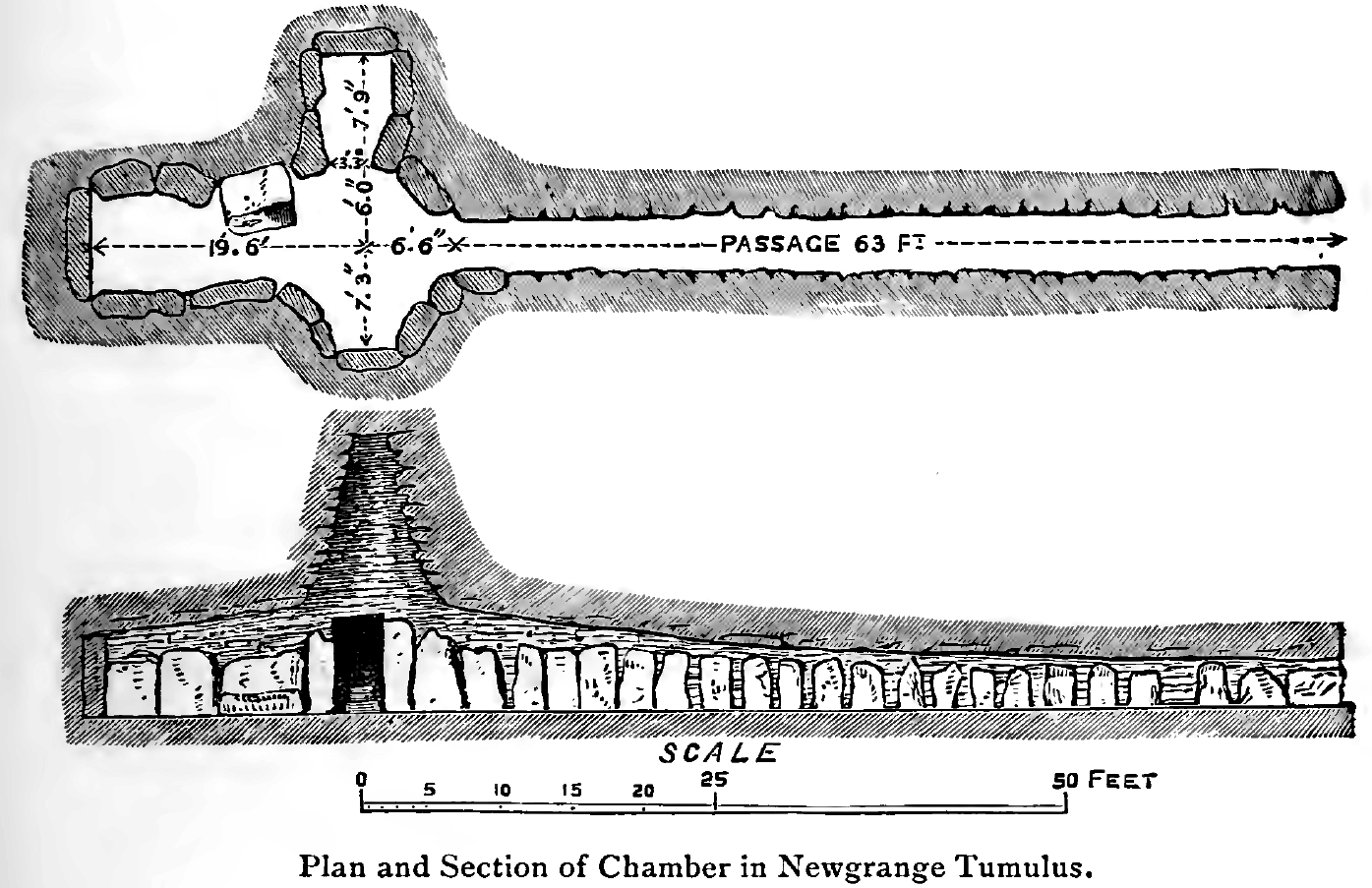
Grundriss und Schnitt (1903)

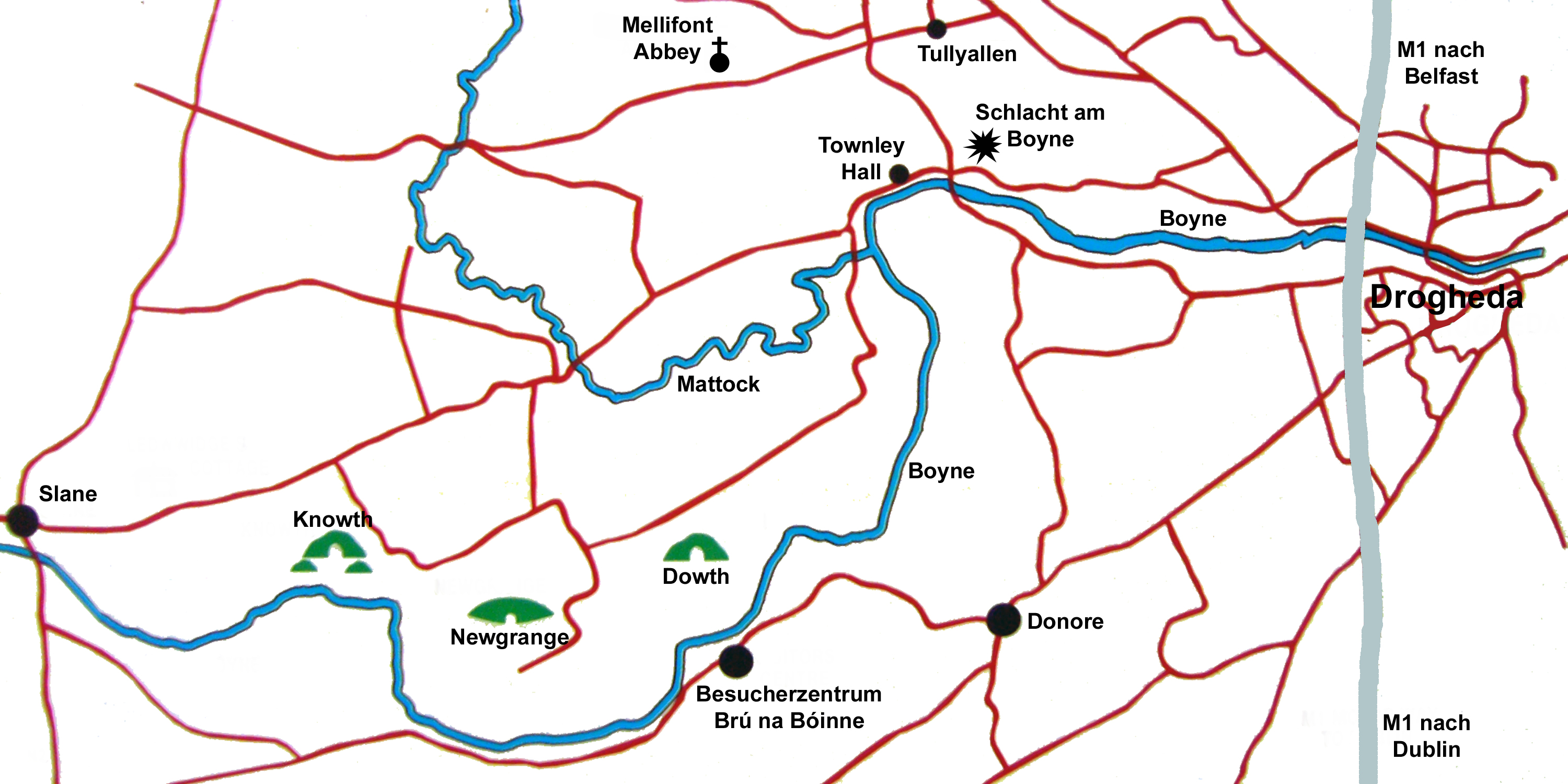
Übersicht zur Lage von Newgrange zwischen Knowth und Dowth

Newgrange (Irisch: Sí an Bhrú) bezeichnet ein großes jungsteinzeitliches Passage Tomb im irischen County Meath am Fluss Boyne. Vom Typ her handelt es sich um ein Passage Tomb mit kreuzförmiger Kammer und Kraggewölbe, was nicht häufig ist, aber auch in Knowth, auf Anglesey und auf Orkney vorkommt. Es ist ein irisches National Monument.
Der Name „Newgrange“ geht darauf zurück, dass die Umgebung 1142 Teil der Ländereien der Mellifont Abbey wurde. So entstand die Bezeichnung „new grange“ („neues Gehöft“). Auf Irisch wird die Gegend als Brú na Bóinne [ˈbruː nə ˈboːnʲə] „Herberge/Wohnstatt am (Fluss) Boyne“ oder ursprünglich wohl „Wohnstatt der (Göttin) Bóinn“ bezeichnet. Si an Bhrú bedeutet „Feenhügel der Herberge“.

## Bedeutung
Newgrange liegt oberhalb einer weiten Flussbiegung in einem der fruchtbarsten und daher landwirtschaftlich intensiv genutzten Gebiete Irlands. Die Anlage wurde um 3150 v. Chr. erbaut. Sie ist eine der weltweit bedeutendsten Megalithanlagen. In unmittelbarer Umgebung liegen mit Dowth und Knowth zwei weitere bedeutende Megalithanlagen, die zeitliche Vorläufer zu sein scheinen. Im Jahr 1993 wurden die Anlagen von Newgrange, Knowth und Dowth zum Weltkulturerbe erklärt.

## Geschichte

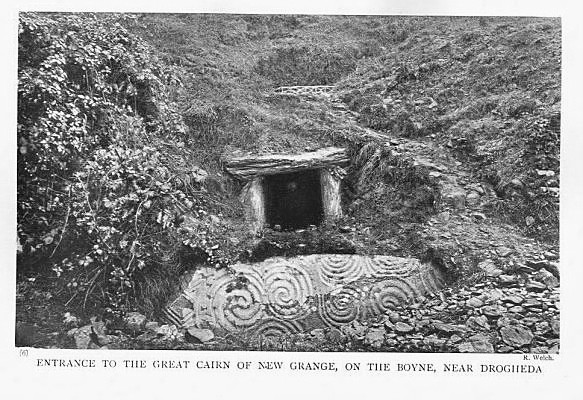
Der Eingang um 1905

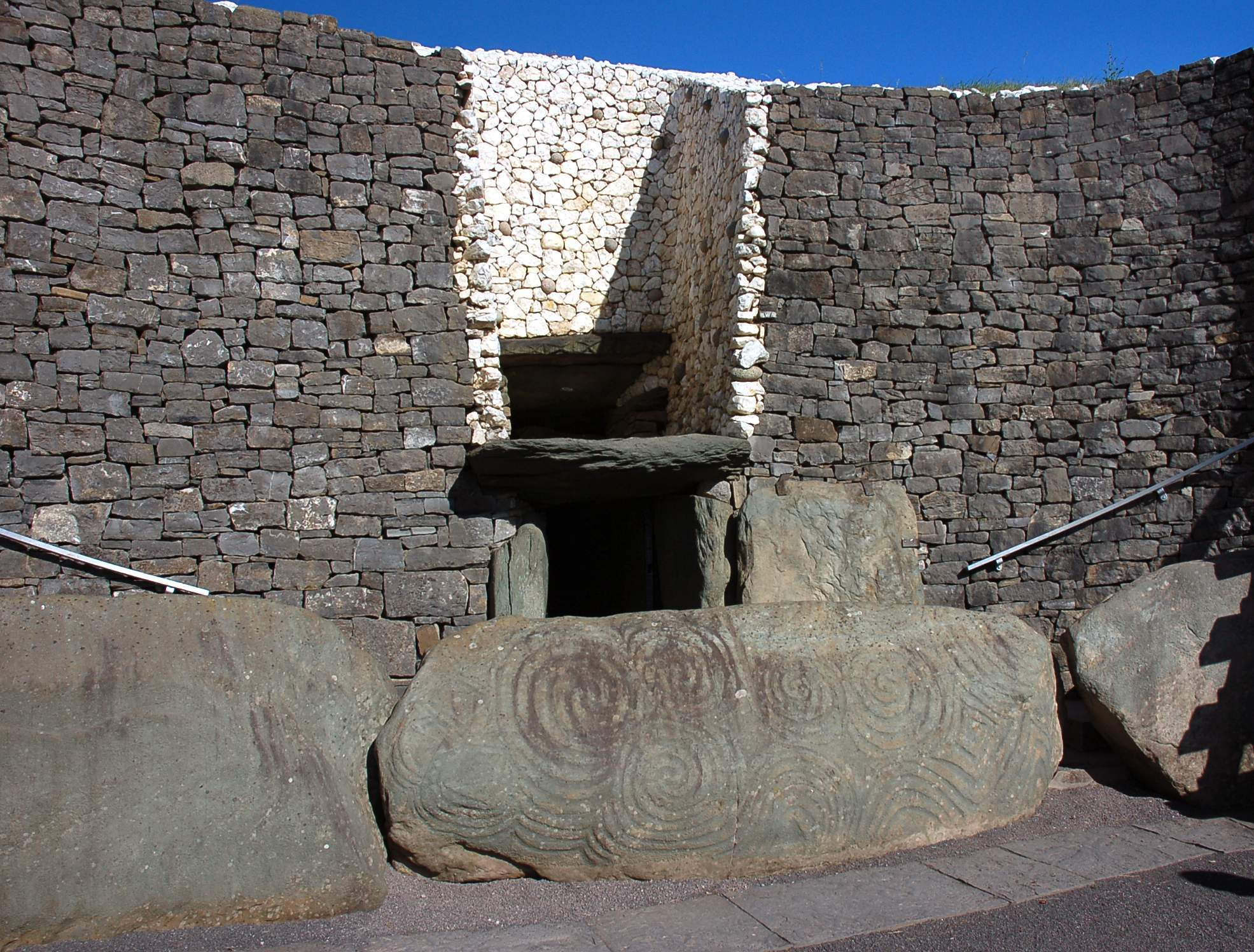
Heutiger Eingang (Entwurf O’Kelly, 1972) mit Lichtöffnung

Newgrange verfiel über die Jahrhunderte; der Grabhügel erodierte und wurde als natürliche Hügelkuppe wahrgenommen. Bäume wuchsen auf der Anlage und der Hügel wurde als Weideland genutzt. 1699 entdeckte der Grundbesitzer Charles Campbell das Grab zufällig, als er einen Haufen Steine entfernen ließ. Edward Lhuyd von der Oxford University, der Irland zu dieser Zeit bereiste, machte sorgfältige Notizen und Zeichnungen über den Zustand im Jahre 1699. Der nächste Wissenschaftler, der um das Jahr 1725 Newgrange beschrieb, war Sir Thomas Molyneux, Physikprofessor an der University of Dublin. Er erwähnte, dass zwei menschliche Skelette auf dem Boden des Grabes gefunden worden seien. Sir Thomas Pownall war der dritte Wissenschaftler, der den Ort um das Jahr 1770 erkundete. Er schrieb die Megalithen den phönizischen Seefahrern zu. Viele spätere Beschreibungen beruhen im Wesentlichen auf den Berichten dieser drei Männer.
1882 trat das Gesetz zum Schutz antiker Monumente (Ancient Monument Protection Act) in Kraft, das Newgrange, Dowth und Knowth unter den Schutz des Staates stellte. Die zuständige Behörde grub im späten 19. Jahrhundert einige der verzierten Steine aus, ohne jedoch eine systematische Erforschung durchzuführen. 1911 erschien mit George Coffeys Buch New Grange and other Incised Tumuli in Ireland eine ausführliche archäologische Beschreibung. Ausgrabungen fanden in den Jahren 1928 und 1956 am äußeren Steinring statt. In den 1950er Jahren wurden in der Umgebung Silexgeräte und eine Dexel entdeckt. Daraufhin plante der Chefarchäologe der Irischen Tourismusbehörde (Bord Failte) systematische Ausgrabungen.
Diese fanden ab 1962 unter Leitung von Michael J. O’Kelly vom Trinity College Dublin statt. Während dieser umfangreichen Ausgrabungen wurde eine astronomische Ausrichtung des Eingangs erkannt. Im Inneren wurden 1967 die Überreste von fünf Menschen und diverse Grabbeigaben entdeckt. Der Mörtel, der im Inneren zur Abdichtung des Daches verwendet worden war, wurde mittels Radiokohlenstoffdatierung auf das Jahr 3200 v. Chr. datiert.
Eine DNA-Analyse aus dem Knochenfund eines Mannes ergab 2020, dass die Eltern dieser Person Verwandte ersten Grades gewesen sind; das heißt, seine Eltern waren entweder Bruder und Schwester oder ein Elternteil war das Kind des anderen.

## Rekonstruktion

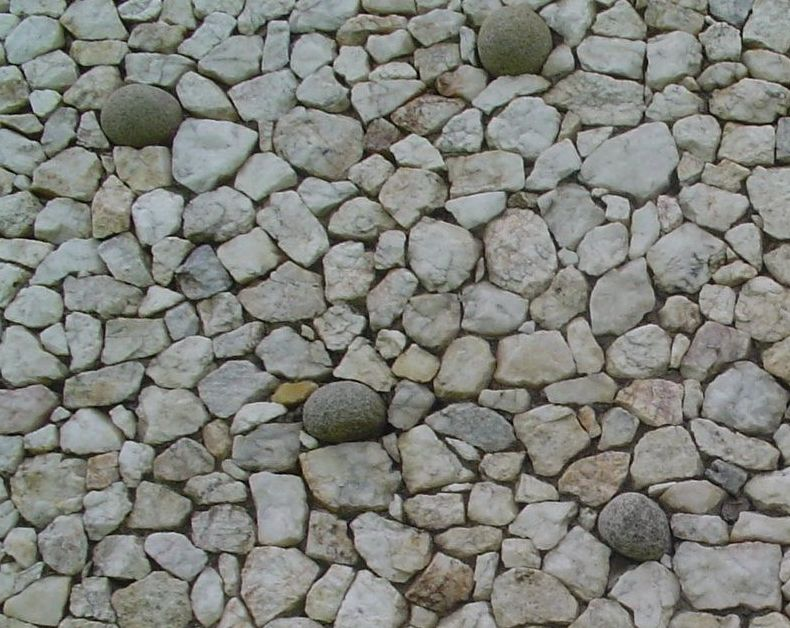
Detail der heutigen Fassade mit Quarzsteinen

Michael O’Kelly leitete auch die Rekonstruktion, die bis zum Jahr 1975 dauerte. Dabei wurde angestrebt, dem Besucher ein möglichst realistisches Bild der ursprünglichen Anlage zu geben. Zudem sollte der Zugang für Besucher zum Inneren der Anlage ermöglicht werden. So wurde der Eingang 1972 von O’Kelly entworfen, und im Inneren wurden zahlreiche Betonstützen eingebaut.
Neben diesen drastischen Eingriffen ist auch die Fassade ein Kritikpunkt. Das heutige Erscheinungsbild ist eine Interpretation der Befunde von O’Kelly. Einige Kritiker behaupten, dass eine Stützwand in diesem Winkel mit der damaligen Technologie nicht realisierbar gewesen sei. O’Kelly verwendete Stahlbeton. Die Quarzsteine, die in die Stützwand eingemauert worden sind, wurden weit verstreut gefunden. Es ist nicht bekannt, wie sie ursprünglich angeordnet waren. Professor George Eogan bezweifelt die ausgeführte Interpretation. In Knowth wurden die Steine daraufhin am Boden belassen.

## Aufbau

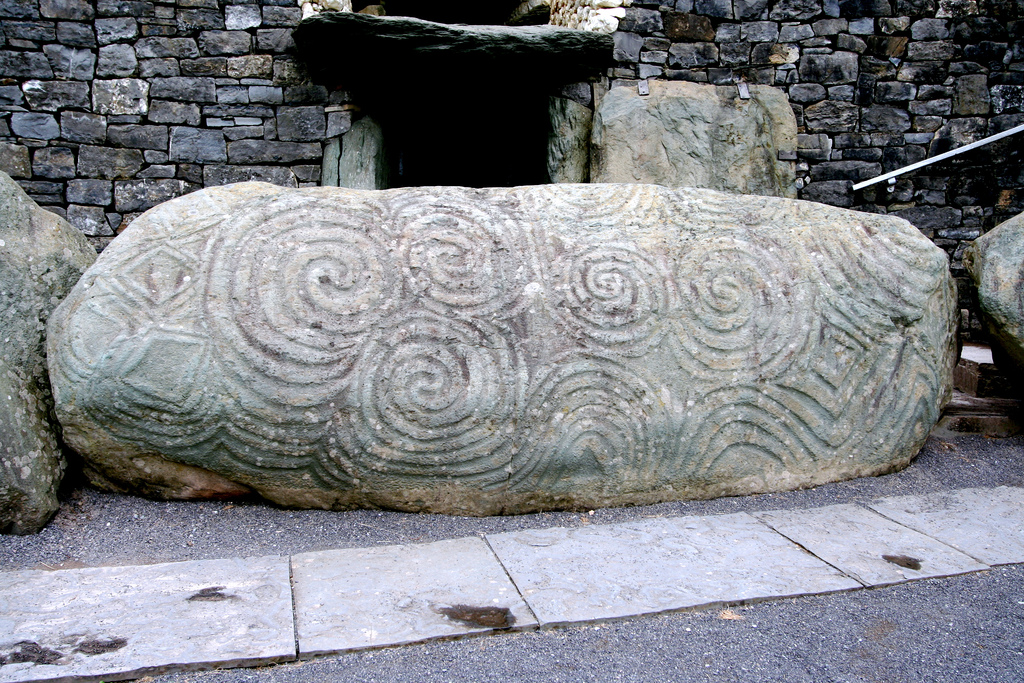
Verzierter Steinblock am Eingang

Die Anlage hat einen Durchmesser von gut 90 Meter. Der Hügel besteht überwiegend aus Stein und Grassoden, von einem fixierenden Steinring begrenzt, der nach Meinung der Wissenschaftler ursprünglich aus einer drei Meter hohen Mauer aus Granit und an der Zugangsseite aus weißem Quarzit bestand. Er wurde nach der Ausgrabung entsprechend nachgebildet.
Ein circa 22 Meter langer Gang unter dem Hügel endet in einer kreuzförmigen Grabkammer. Sie hat ein etwa sieben Meter hohes Kraggewölbe und ist nach über 5000 Jahren immer noch wasserdicht. In einer der drei Nischen der Kammer fand sich ein großer mit Petroglyphen verzierter Altarblock (wie auch in Knowth) mit einer seichten Mulde. Auf ihm fanden sich verbrannte menschliche Knochen.
An etwa 13 Tagen jedes Jahres dringt um die Wintersonnenwende bei Sonnenaufgang für ungefähr 15 Minuten ein Lichtstrahl durch eine Öffnung über dem Eingang direkt in den Gang und die Kammer. Weil die Erdachse im Verlauf von vielen tausend Jahren wegen der Präzession pendelt, ist der Lichteffekt heutzutage etwas schwächer als zur Bauzeit; der Lichtstrahl erreicht dadurch nicht mehr die hintere Platte der inneren Kammer, sondern endet circa einen Meter davor.
Die nächste bauliche Entsprechung hat diese Anlage in ihrem Vorgänger Knowth, wenige hundert Meter entfernt. Es gibt Anzeichen dafür, dass vormals die gesamte Anlage, wie die von Knowth, von einem verzierten Steinring umstanden war; hiervon sind nur noch zwölf Steine evident.
In dem Umfeld der Anlage befand sich eine Siedlung der Grooved-Ware- und der Glockenbecherkultur.

## Tourismus
Es ist möglich, Newgrange zu besuchen; der Zugang ist allerdings streng reglementiert. So ist es nicht möglich, das Steinzeitmonument individuell zu betreten, man gelangt nur etwa 100 Meter an die eingefriedete Anlage heran. Touren müssen im Visitor Center auf der anderen Seite des Flusses gebucht werden, dann kann man mit einem Führer die Kammer betreten.

## Legenden und Erzählungen
Der Legende nach wurde der große irische Held Cú Chulainn („Hund des Culann“), von dessen Heldentaten der Ulster-Zyklus berichtet, in Newgrange gezeugt oder geboren. Er soll ein Sohn des Sonnengottes Lugh und der Sagengestalt Deichtire gewesen sein.
Eine weitere Sage berichtet, dass nach der Eroberung der Insel durch die Milesier der Dagda der mythischen Túatha Dé Danann den verbliebenen Göttern je einen Elfenhügel zusprach und seinem Sohn Aengus Mac Oc dabei fortan das größte der Hügelgräber (Bruig na Boinne, der Tumulus von Newgrange) als Wohnstatt diente.

## Filme
- Ciaran Kavanagh: Brú na Bóinne - The Ancient Monuments Of Newgrange, Knowth, and Dowth. Inshot/The Office of Public Works, 2008. In: YouTube. 21. April 2021, abgerufen am 4. Oktober 2021.